# Yevgueni Trubetskói
El príncipe Yevgueni Nikoláievich Trubetskói (en ruso: Евгений Николаевич Трубецкой, Moscú, 5 de octubre de 1863 - Novorosíisk, 23 de enero de 1920) fue un filósofo y jurista ruso, figura pública de la Casa de Trubetskói.

## Biografía
Yevgueni Trubetskói provenía de una familia ilustre, los Trubetskói. Era hijo del príncipe y musicólogo Nikolái Petróvich Trubetskói, cofundador del Conservatorio de Moscú y padre de trece niños, que fue vicegobernador de la gobernación de Kaluga. Su madre provenía de los boyardos Lopujín. Yevgueni estaba muy unido con su hermano Serguéi (1862-1905), que fue también un filósofo de renombre. Los dos hermanos estudiaron juntos en el liceo privado Kreimann de Moscú, y a continuación en el liceo de Kaluga. Influidos fuertemente por su madre, recibieron una sólida formación cristiana. A algunos kilómetros del dominio familiar, Ajtyrka, donde los Trubetskói pasaban los meses de verano, se encuentran el monasterio de Jotkovo y el monasterio de Laura de la Trinidad y San Sergio, que la familia frecuentaba regularmente.
Hacia 1879, los hermanos Trubetskói descubren las ideas de Charles Darwin, Herbert Spencer, Henry Thomas Buckle, Ludwig Büchner, Visarión Belinski, Nikolái Dobroliubov o Dmitri Písarev y experimentan una aguda crisis religiosa, que superaron rápidamente gracias a la lectura del libro Historia de la nueva filosofía de Kuno Fischer. A partir de aquí, centran su atención hacia Platón, Aristóteles, Kant, Fichte o Schelling. Se sumergen a continuación en el pensamiento cristiano de Alekséi Jomiakov y Soloviov y son igualmente influidos por la lectura de Los hermanos Karamázov, de Fiódor Dostoyevski.
Yevgueni Trubetskói ingresa en 1881 en la Facultad de Derecho de la Universidad de Moscú. Tras su graduación en la primavera de 1885, Yevgueni Trubetskói ingresa como voluntario en el regimiento de granaderos de Kiev, que entonces estaba acantonado en Kaluga, del que sería oficial. En septiembre, aprobó los exámenes oficiales y en abril de 1886 obtuvo el título de privatdozent en el liceo Demídov defendiendo la tesis "Sobre la esclavitud en la antigua Grecia". Conoce a Soloviov en 1887, en casa de Lev Lopatin. A pesar de ser discípulo de Soloviov, Trubetskói no estaba de acuerdo con muchos aspectos de su enseñanza, especialmente con sus ideas ecuménicas.
Se casa en 1887 con la princesa Vera Aleksándrovna Scherbátova, hija del alcalde de Moscú y descendente de una familia de la antigua aristocracia. De esta unión nacerán tres niños: Serguéi, Aleksandr y Sofía. Pasan los meses de verano en el dominio familiar de Scherbátov, en Naro. En 1892, tras la defensa de la tesis magistral "Ideal religioso y social del cristianismo occidental en el siglo V. La visión del mundo de Agustín de Hipona", Yevgueni Trubetskói obtuvo el título de privatdozent, y en 1897, tras la defensa de su tesis doctoral, "El ideal religioso y social del cristianismo occidental del siglo XI. La idea del Reino de Dios en Gregorio VII y sus contemporáneos", se convierte en doctor y profesor de la Universidad Imperial de San Vladímir, en Kiev.
Al final del siglo se convirtió en miembro del círculo de zemstvo Beseda (en ruso: Беседа, "conversación"), un primitivo protopartido. Después se unió a la Unión por la Liberación (en ruso: Сою́з освобожде́ния, Soiuz osvobozhdénia). Durante la "campaña de los banquetes", en la que se realizan reuniones sindicales para difundir las decisiones del primer Congreso legal de los zemstvos de 1904, pronunció un discurso en un banquete que se celebró en Kiev, ante más de un millar de participantes. Tras la constitución, en octubre de 1905, del Partido Democrático Constitucional, formó parte del mismo como militante. A finales de 1905, el conde Serguéi Witte, piensa en él para formar el nuevo Consejo de Ministros, y propone a Trubetskói el cargo de ministro de Educación Pública, pero rechaza el ofrecimiento puesto que su consentimiento sería una violación de la línea política aceptada por el liderazgo del partido.

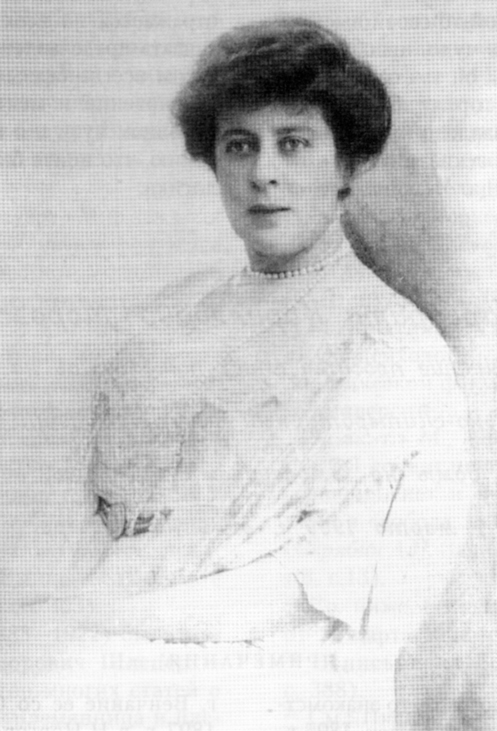
Fotografía de Margarita Morózova

En noviembre de 1905, se registró en Moscú la Sociedad Religiosa y Filosófica en memoria de Vladímir Soloviov. Entre sus fundadores estaba Trubetskói. El príncipe Trubetskoi fue nombrado en 1906 profesor de Filosofía del Derecho en la Universidad de Moscú. En mayo de 1905 había conocido a la mecenas Margarita Morózova (1873-1958), que organiza en su lujoso hotel privado de Moscú la Conferencia de los Zemstvos con trescientos participantes, entre los cuales figuran los hermanos Trubetskói. Morózova financia la revista Semanal de Moscú (en ruso: Московский еженедельник: Moskovski yezhenedélnik), revista que se publicó en el período 1905-1910 y que trataba cuestiones sociopolíticas (Rusia se encuentra entonces sacudida por la Revolución rusa de 1905) y confía el puesto de redactor a Yevgueni Trubetskói. Empieza entonces una historia de amor entre dos seres enamorados de la filosofía, pero que no puede llevar a ninguna parte, porque el príncipe, al estar casado, tiene que sacrificar sus inclinaciones para permanecer fiel al ideal cristiano. Una larga amistad epistolar y filosófica se prolonga hasta la muerte del príncipe, después de la Revolución de Octubre, que es, según el profesor Aleksandr Nósov, un testimonio único de la historia del pensamiento ruso.
El resultado de este "amor sin ley" fue la editorial moscovita "Camino" (en ruso: Путь: Put), propiedad de Morózova, donde además de las obras de Trubetskói se imprimieron las obras de Serguéi Bulgákov, Vladímir Ern o Pável Florenski, entre otros.
Trubetskói fue originalmente uno de los miembros destacados y fundadores del Partido Democrático Constitucional, antes de fundar un nuevo movimiento político, el partido de la Renovación pacífica, en la Primera Duma. Su órgano de prensa no oficial fue el Semanal de Moscú. Se publicaron en él más de trescientos artículos de Trubetskói. Ya en 1907, en su artículo "Dos bestias" (en ruso: Два зверя: Dva zvéria) Trubetskói previó la catástrofe inminente del Imperio: "Con el primer choque externo, Rusia puede llegar a ser un coloso sobre pies de barro. La clase se levantará contra la clase, la tribu contra la tribu, las afueras contra el centro. La primera bestia se despertará con una fuerza nueva y sobrenatural y convertirá Rusia en un infierno".
El 1911, Yevgueni Trubetskói, junto con un grupo de profesores, deja la Universidad de Moscú como signo de desacuerdo por la violación del Gobierno de los principios de la autonomía universitaria. Desde entonces, se instala con su familia en su dominio de Béguichevo, no lejos de Kaluga. Escribe para la editorial Camino  (en ruso: Путь: Put) su obra El pensamiento ruso (en ruso: Русская мысль) y se traslada de vez en cuando a Moscú para dar clases en la Universidad Popular Shaniavski o participar en sesiones de la Sociedad filosófico-religiosa de Moscú (de la que su hermano fue cofundador).
Presencia la Revolución de Febrero de 1917 con cierta esperanza, pero se opone a la Revolución de Octubre, en principio debido a cimientos filosóficos incompatibles. Forma parte del jurado de la tesis de Iván Ilyín, en calidad de contradictor, el 19 de mayo de 1918. La amenaza inmediata de arresto obligó a Trubetskói a abandonar Moscú, y el 24 de septiembre de 1918 se marcha de Moscú. Más tarde, se une al Ejército Blanco, donde su hermano Grigori es jefe de la administración de Asuntos Religiosos. Después de volver con el ejército de retirada a Novorosíisk, Trubetskói cayó enfermo de tifus y murió el 23 de enero de 1920.

## Obras selectas

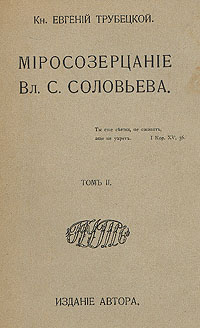
Portada de la Concepción del mundo de Vladímir Soloviov (1913)

- О рабстве в древней Греции [Sobre la esclavitud a la antigua Grecia]. Tesis del príncipe Yevgueni Trubetskói, Yaroslavl, 1886.
- Религиозно-общественный идеал западного христианства в V в. Миросозерцание блаженного Августина [El ideal religioso social del cristianismo occidental en el siglo V. La concepción del mundo de San Agustín], Moscú, 1892 (tesis magistral).
- История философии права (древней, новой, новейшей): Лекции [Historia de la filosofía del derecho (antigua, nueva y moderna): conferencias], Kiev, 1893—1899.
- Религиозно-общественный идеал западного христианства в XI в. Идея Божеского царства у Григория VII и публицистов — его современников. [El ideal religioso y social del cristianismo occidental en el siglo XI. La idea del reino de Dios de Gregorio VII y los pensadores contemporáneos], Kiev, 1897 (tesis de doctorado)
- Философия Ницше: Критический очерк. [La filosofía de Nietzsche. Ensayo crítico], Moscú, éd. Kouchner & Co, 1904.
- Artículos al periódico « El Derecho »: N.º 15 — «La Iglesia y el movimiento de liberación», N.º 39 — «La guerra y la burocracia», «La respuesta de los mariscales de la nobleza», «El hundimiento», etc.
- Artículos a la revista «Cuestiones de filosofía y de psicología»: «Los ideales políticos de Platón y de Aristóteles», «La filosofía de la teocracia cristiana», «La filosofía del derecho del profesor L.I. Petrazhitski», «Libertad e inmortalidad», etc.
- История философии права (древней) [Historia de la filosofía del derecho (antigua)], 1.ª ed., Kiev, impr. Yákovlev, 1899, 179 páginas.
- Энциклопедия права [Enciclopedia del derecho], 1.ª ed., Moscú: ed. Levensohn, 1908, 223 páginas.
- Социальная утопия Платона [La utopía social de Platón], Moscú, 1908.
- Миросозерцание В. С. Соловьева [La concepción del mundo de Vladímir Soloviov], éd. La Vía, Moscú, 1913; reeditado en Moscú en 1994-1995 (2 tomos).
- Смысл войны [El sentido de la guerra], Moscú, ed. Mámontov, 1914.
- Смысл жизни [El sentido de la vida], Moscú, ed. Mámontov, 1914; 2a ed.  corregida en 1918 (ed. Sytin, Moscú); reed. en 1922 (Berlín), a continuación en 1994 (Moscú).
- Война и мировая задача России [La guerra y la misión mundial de Rusia], Moscú: ed. Sytin, 1915.
- Национальный вопрос, Константинополь и святая София: Публичная лекция [La cuestión nacional, Constantinopla y Santa Sofía: conferencia pública], Moscú, 1915.
- Два мира в древнерусской иконописи [Los dos mundos de los iconos de la Antigua Rusia], 1916.
- Умозрение в красках. Вопрос о смысле жизни в древнерусской религиозной живописи [Especulación en colores. La cuestión del sentido de la vida a la pintura religiosa rusa antigua], Moscú, ed. Sytin, 1916; reeditado en 1991.
- Анархия и контрреволюция [Anarquía y contrarrevolución], Moscú, 1917.
- Революция и национальный подъем [La Revolución y el alzamiento nacional], Moscú, 1917.
- Метафизические предположения познания. Опыт преодоления Канта и кантианства [Asuntos metafísicos del conocimiento. La experiencia de superación de Kant y el kantismo], Moscú: ed. «Русская печатня» [Imprenta rusa], 1917.
- Из прошлого [Del pasado], Moscú, 1917; (2е ed. Viena, 1920).
- Смысл жизни [El sentido de la vida], ed. Sytin, 1918; (2a ed. Berlín, 1922).
- Великая революция и кризис патриотизма [La Gran revolución y la crisis del patriotismo], Omsk, 1919.
- Этюды по русской иконописи [Estudios sobre la pintura de iconos rusos], Moscú, 1921.
- Иное царство и его искатели в русской народной сказке [El verdadero reino y sus exploradores en el cuento popular ruso], Moscú, 1922.
- Воспоминания [Memorias], Sofía, 1922.